# Митар Керовић
Митар П. Керовић (Тобут, око 1856 — Мелерсдорф код Беча, 1. октобар 1916) је био српски тежак (кмет) и учесник Сарајевског атентата на аустроугарског надвојводу Франца Фердинанда.
Рођен је око 1856. године у Тобуту, који се тада налазио у Котару Зворник, у српској православној породици од оца Петра. Није похађао школу и био је неписмен. Имао је четворо деце, међу којима су били синови Неђо и Благоје Керовић, отац Радивоја Керовића.
Као кум младог српског учитеља Вељка Чубриловића, од њега је добио задатак да у својој кући 2. јуна 1914. године, сакрије Гаврила Принципа и Трифка Грабежа, који су носили оружје за атентат на Фердинанда. Потом их је упутио код Михајла Мишка Јовановића у Тузлу, а у пратњи су ишли његов син Неђо Керовић и Цвијан Стјепановић.
Приликом хапшења, аустроугарски војници су Митру кундацима повредили бубреге, што је оставило доживотне последице и било узрок честих обољевања.
У Сарајевског процесу против учесника атентата, Митар Керовић је осуђен на доживотну казну тешке робије. У Мелерсдорф на одслужење казне је упућен 2. марта 1915. године, заједно са сином Неђом Керовићем и Васом Чубриловићем. Повремено је писао породици и давао им упутства о сезонских пољопривредним пословима. Син Неђо је преминуо 22. априла 1916. године у затвору.
Умро је 1. октобра 1916. године од последица промрзлина, глади и тортуре, у казниони Мелерсдорф код Беча. Његови посмртни остаци су 7. јула 1920. године пренети у Капелу видовданских јунака у Сарајеву.
У филму и телевизијској серији "Бранио сам Младу Босну" из 2014. године, лик Митра Керовића је тумачио глумац Новак Билбија.